# Калеево (сельское поселение Теряевское)
Кале́ево — деревня в Волоколамском районе Московской области России.
Относится к Теряевскому сельскому поселению, до муниципальной реформы 2006 года относилась к Шестаковскому сельскому округу. Население — 140 чел. (2010).

## География
Деревня Калеево расположена на автодороге Р107 Клин — Лотошино примерно в 19 км к северо-востоку от города Волоколамска, на правом берегу реки Локнаш (бассейн Иваньковского водохранилища). Ближайшие населённые пункты — село Покровское, деревни Калуево и Пекшево. Связана автобусным сообщением с райцентром.

## Население
| 1852 | 1859 | 1886 | 1890 | 1899 | 1926 |
| ---- | ---- | ---- | ---- | ---- | ---- |
| 242  | ↗300 | ↗320 | ↗370 | ↘292 | ↗295 |
| 2002 | 2006 | 2010 |      |      |      |
| ↘123 | ↘120 | ↗140 |      |      |      |

## История
Упоминается в документе 1532 года. В сотной грамоте 1569 года — как деревня Колеево.
В «Списке населённых мест» 1862 года Калеево — казённая деревня 1-го стана Клинского уезда Московской губернии по Волоколамскому тракту, в 39 верстах от уездного города, при реке Локноше, с 35 дворами и 300 жителями (140 мужчин, 160 женщин), в деревне располагалось волостное правление.
По данным на 1890 год — центр Калеевской волости Клинского уезда, располагались волостное правление, квартира полицейского урядника и земское училище, число душ составляло 370 человек.
В 1913 году — 51 двор, волостное правление, пожарная дружина, кирпичный завод, кузница и мукомольная мельница.
В 1917 году Калеевская волость была передана в Волоколамский уезд.
По материалам Всесоюзной переписи населения 1926 года — центр Калеевского сельсовета и Калеевской волости Волоколамского уезда, проживало 295 жителей (132 мужчины, 163 женщины), насчитывалось 52 хозяйства.
С 1929 года — населённый пункт в составе Волоколамского района Московской области. До 1954 года — центр Калеевского сельсовета.